# Kvinna i rött
Kvinna i rött (Scarlet Street) är en amerikansk långfilm från 1945. Den är en nyinspelning av Jean Renoirs film från 1931 baserad på den franska pjäsen La chienne av André Mouëzy-Éon och Georges de La Fouchardière (romanförlaga).

## Handling
Christopher Cross har arbetat på bank som kassör i 25 år. Han är gift med sin tidigare hyresvärdinna, som är härsklysten och oförstående inför hans stora intresse: att måla tavlor. När han ser hur den unga och vackra Kitty blir slagen av en man ingriper han för att rädda henne. Senare går de till en bar. För att imponera på Kitty låter han henne tro att han är en framgångsrik konstnär. Hon låter honom tro att hon är en skådespelerska. Han skriver ett brev till henne, som hennes älskare Johnny (som just är samma man som slog henne) upptäcker. Han befaller henne att låtsas vara intresserad av Chris och övertala honom att skaffa henne en egen lägenhet (nu delar hon med väninnan Millie). Chris är allvarligt förälskad i Kitty, men hon älskar den kriminelle Johnny. De två är inställda på att mjölka ur så mycket pengar som möjligt ur Chris. För att få fram pengar börjar den desperate Chris att stjäla från sin arbetsgivare.

## Om filmen
Filmen är en nyinspelning av La chienne från 1931, regisserad av Jean Renoir. Vissa ändringar har dock gjorts för att anpassa den efter Hollywoods moralregler. Filmen hade svensk premiär den 13 februari 1946 på biograf Palladium i Stockholm. Den har visats på TV4 och i SVT, bland annat i mars 2019 och februari 2022.

## Citat ur filmen
Adele Cross: Next thing you'll be painting women without clothes.
 
Christopher Cross: I never saw a woman without any clothes.

Adele Cross: I should hope not!

Johnny till Kitty: Can't you get those Lazy Legs off that couch, baby?

## Rollista i urval
- Edward G. Robinson – Christopher Cross
- Joan Bennett – Kitty March
- Dan Duryea – Johnny Prince
- Margaret Lindsay – Millie Ray
- Rosalind Ivan – Adele Cross
- Jess Barker – Arthur Janeway
- Samuel S. Hinds – Charles Pringle
- Russell Hicks – J.J. Hogarth, bankdirektör